# کارمن (فیلم ۱۹۸۴)
کارمن (انگلیسی: Carmen) فیلمی در ژانر موزیکال و درام به کارگردانی فرانچسکو روزی است که در سال ۱۹۸۴ منتشر شد. از بازیگران آن می‌توان به پلاسیدو دومینگو و روجرو ریموندی اشاره کرد.